# Въведение Богородично (Евла)
„Въведение Богородично“ или „Света Богородица Пречиста“ (на македонска литературна норма: „Воведение Богородично“, „Света Богородица Пречиста“) е възрожденска църква в село Евла, Преспа, част от Преспанско-Пелагонийската епархия на Македонската православна църква – Охридска архиепископия.
Църквата е разположена в западния край на селото. Построена е в 1848 година – високо над западния вход има мраморна плоча с интересен наивистичен каменен релеф с три фигури и дата 6 октомври 1848 година. Около църквата има гробове на български и германсти войници, загинали в Първата световна война.